# 제 평공
제 평공(齊平公, ? ~ 기원전 456년, 재위 기원전 480년 ~ 기원전 456년)은 제나라의 제30대 후작이다. 이름은 오(驁)다. 전성자가 형 제 간공을 시해하고 옹립했으며, 평공 대부터 전씨가 국정을 전제해 사실상 강제는 끝장났다.

## 사적
형 제 간공은 총신 감지와 전성자를 좌상과 우상으로 삼았고, 전성자와 감지가 대립하다 결국 전성자가 감지를 무찔러 죽이자 간공은 달아나다가 전성자에게 사로잡혔다. 전성자는 간공이 복위하면 자신을 죽일 것 같아 간공을 시해하고 간공의 아우 오(제 평공)를 옹립했고, 자신은 평공의 재상이 되어 국정을 전제했다. 전상이 평공에게 말했다. “하고 싶은 사람에게 덕을 베푸시려거든 임금님께서 하십시오. 싫어하는 사람에게 벌을 내리려거든 청하건대 신이 하겠습니다.” 이렇게 5년을 하니 제나라의 국정은 모조리 전씨에게 돌아왔다. 또 안평 이동을 모조리 전씨의 봉읍으로 삼았다.
재위 25년 만에 죽어, 아들 적이 뒤를 이었다.